# اثر خلاقانه
اثر خلاقانه (به انگلیسی: Creative work) محصول مادیت یافته یا تجلی کوششی است که هدف آن خلق اثری بی‌سابقه است. این اثر بی‌سابقه و نو، می‌تواند شامل انواع آثار هنری، مانند: طرح، نقاشی، مجسمه، شعر، قطعه ادبی، نمایشنامه، فیلم، موسیقی، رقص، آواز، نوع اجرا یا مواردی نظیر اینها باشد.

اثر خلاق معمولاً دارای حداقل یکی از دو ویژگی روشن است. یکی داشتن ایده یا نظری بی‌سابقه و دیگری تبدیل این نظر به شکلی که دیگران، قادر به درک آن باشند. یک اثر خلاقه می‌تواند محصول فعالیت یک فرد یا یک گروه باشد، اما بعید است که افراد یا گروه‌های مستقل از هم، اثری یکسان خلق کنند. همچنین اثر خلاق می‌تواند بازتاب یک ایده یا ذهنیت عمومی و از قبل شناخته شده باشد، که به شکلی بی‌سابقه بیان شده یا نمایش می‌یابد. در عمل اثر یا آثار خلاق، اصطلاحی است که در ارتباط با قوانین حق تکثیر کاربرد دارد.